# إلينا برجلاند
إلينا برجلاند (بالسويدية: Elina Berglund)‏ هي عالمة نووية ورائدة أعمال وفيزيائية سويدية، ولدت في 1984.